# 茨木スーパー店員刺殺事件
茨木スーパー店員刺殺事件（いばらきスーパーてんいんしさつじけん）とは2001年（平成13年）5月1日に大阪府茨木市で発生した、強盗殺人事件である。犯人は逮捕されておらず、長期未解決事件となっている。また、警察庁による捜査特別報奨金制度対象事件に指定されている。

## 概要
2001年（平成13年）5月1日午前8時10分頃、阪急京都線南茨木駅前にあるスーパーマーケット『阪急共栄ストア南茨木店』（現阪急オアシス南茨木店）の東側路上で、同店勤務の男性（当時33歳）が、倒れているのを別の店の店員が発見。店員の男性は左胸を鋭利な刃物で一突きされており、出血多量で搬送先の病院で死亡した。
凶器は見つかっておらず、店内に物色痕などがあることから大阪府警捜査一課と茨木警察署は強盗殺人の疑いもあるとみて捜査。
午前10時の開店準備のため、男性の店員は同店東側の商品搬入用出入り口付近の歩道で作業中だった。
目撃者らの話では、犯人の男が店外にいた男性の店員の腕をつかんで激しく口論。
振りほどいて店内に逃げ込もうとした男性の店員をさらに捕まえて歩道に引き戻し、犯人は、いきなり店員を刃物で刺して逃げたという。

## 不審者
- 事件の直前、同ビル2階の事務所近くで、店員の男性がこの男に壁に押し付けられていたのを別の従業員が目撃しているが、男の方から「おはようございます」と声をかけて来たので、この従業員は「出入り業者か」と思ったという[1]。
- 同一とみられる男と男性の店員が、店から約50メートル南にある別のビル内にある従業員用更衣室付近の廊下を歩いているのを、店長が見ている[1]。
- 不審者の身長165～170センチメートル、紺色ジャンパーに黒色ズボン、白マスクでがっちり型、髪形は白髪まじりのオールバックの事件当時は30歳から50歳位を特徴としている（かなり返り血を浴びている可能性がある）[1]。
- 目撃証言が多く、不審者の似顔絵が複数作成されている。